# Lista de pilotos da Fórmula E
Esta é uma lista de pilotos da Fórmula E, uma categoria de automobilismo organizada pela FIA com carros monopostos movidos exclusivamente a energia elétrica, cuja primeira temporada começou no ano de 2014.
No total 68 pilotos diferentes disputaram ao menos uma corrida. O francês Jean-Éric Vergne é o piloto com mais títulos da categoria, com dois; o alemão Daniel Abt, o britânico Sam Bird, o belga Jérôme d'Ambrosio e o brasileiro Lucas di Grassi são os pilotos com mais corridas disputadas, 63 no total cada; e o suíço Sébastien Buemi é o piloto com mais vitórias, com 13, e mais poles, com 14.
A lista inclui todos os pilotos que participaram de pelo menos uma prova da categoria. Os pilotos que já foram campeões e disputaram a última corrida estão destacados em azul, os pilotos que já foram campeões e não disputaram a última corrida estão destacados em laranja, e os demais pilotos que disputaram a última corrida e não foram campeões estão destacados em verde. A lista está atualizada até o ePrix de Daria de 2021.

## Pilotos
| Símbolo | Significado |
| ------- | --- |
| ~       | Campeões da Fórmula E atualmente ativos (piloto competiu na última corrida (o ePrix de Daria de 2021) e foi campeão da Fórmula E) |
| *       | Pilotos atualmente ativos (piloto competiu na última corrida, mas não foi campeão da Fórmula E)                                   |
| ^       | Campeões da Fórmula E que não competem atualmente (piloto foi campeão da Fórmula E, mas não competiu na última corrida)           |

| Nome                    | País           | Temporadas                           | Títulos              | Participações | Largadas | Poles | Vitórias | Pódios | Voltas mais rápidas | FanBoosts | Pontos | Ref.   |
| ----------------------- | -------------- | ------------------------------------ | -------------------- | ------------- | -------- | ----- | -------- | ------ | ------------------- | --------- | ------ | ------ |
| Daniel Abt              | Alemanha       | 2014–15 – 2019–20                    | 0                    | 69            | 69       | 2     | 2        | 10     | 7                   | 38        | 390    | [ 2 ]  |
| Jaime Alguersuari       | Espanha        | 2014–15                              | 0                    | 9             | 9        | 0     | 0        | 0      | 1                   | 0         | 30     | [ 3 ]  |
| Marco Andretti          | Estados Unidos | 2014–15                              | 0                    | 1             | 1        | 0     | 0        | 0      | 0                   | 0         | 0      | [ 4 ]  |
| Nathanaël Berthon       | França         | 2015–16                              | 0                    | 3             | 3        | 0     | 0        | 0      | 0                   | 0         | 4      | [ 5 ]  |
| Sam Bird*               | Reino Unido    | 2014–15 – 2020–21                    | 0                    | 71            | 71       | 5     | 10       | 20     | 6                   | 4         | 628    | [ 6 ]  |
| Tom Blomqvist*          | Reino Unido    | 2017–18 – 2020–21                    | 0                    | 10            | 10       | 0     | 0        | 0      | 0                   | 0         | 4      | [ 7 ]  |
| Matthew Brabham         | Estados Unidos | 2014–15                              | 0                    | 2             | 2        | 0     | 0        | 0      | 0                   | 0         | 0      | [ 8 ]  |
| Sébastien Buemi~        | Suíça          | 2014–15 – 2020–21                    | 1 (2015–16)          | 69            | 69       | 14    | 13       | 29     | 7                   | 41        | 783    | [ 9 ]  |
| James Calado*           | Reino Unido    | 2019–20                              | 0                    | 9             | 9        | 0     | 0        | 0      | 0                   | 0         | 10     | [ 10 ] |
| Adam Carroll            | Reino Unido    | 2016–17                              | 0                    | 12            | 12       | 0     | 0        | 0      | 0                   | 0         | 5      | [ 11 ] |
| Nick Cassidy*           | Nova Zelândia  | 2020-2021                            | 0                    | 2             | 2        | 0     | 0        | 0      | 0                   | 0         | 0      | [ 12 ] |
| Michela Cerruti         | Itália         | 2014–15                              | 0                    | 4             | 4        | 0     | 0        | 0      | 0                   | 0         | 0      | [ 13 ] |
| Karun Chandhok          | Índia          | 2014–15                              | 0                    | 11            | 11       | 0     | 0        | 0      | 0                   | 0         | 18     | [ 14 ] |
| Mike Conway             | Reino Unido    | 2015–16 – 2016–17                    | 0                    | 8             | 8        | 0     | 0        | 0      | 0                   | 0         | 7      | [ 15 ] |
| Jérôme d'Ambrosio       | Bélgica        | 2014–15 – 2019–20                    | 0                    | 69            | 68       | 2     | 3        | 9      | 2                   | 3         | 322    | [ 16 ] |
| Jake Dennis*            | Grã-Bretanha   | 2020-2021                            | 0                    | 2             | 2        | 0     | 0        | 0      | 0                   | 1         | 0      | [ 17 ] |
| Simona de Silvestro     | Suíça          | 2014–15 – 2015–16                    | 0                    | 12            | 12       | 0     | 0        | 0      | 0                   | 0         | 4      | [ 18 ] |
| Nyck de Vries*          | Países Baixos  | 2019–20 – 2020-2021                  | 0                    | 13            | 13       | 1     | 1        | 2      | 1                   | 8         | 91     | [ 19 ] |
| Lucas di Grassi~        | Brasil         | 2014–15 – 2020–21                    | 1 (2016–17)          | 71            | 71       | 3     | 10       | 32     | 6                   | 40        | 802    | [ 20 ] |
| Tom Dillmann            | França         | 2016–17 – 2018–19                    | 0                    | 23            | 23       | 0     | 0        | 0      | 0                   | 1         | 24     | [ 21 ] |
| Salvador Durán          | México         | 2014–15 – 2015–16                    | 0                    | 13            | 12       | 0     | 0        | 0      | 0                   | 4         | 13     | [ 22 ] |
| Loïc Duval              | França         | 2014–15 – 2016–17                    | 0                    | 28            | 28       | 0     | 0        | 2      | 2                   | 1         | 122    | [ 23 ] |
| Maro Engel              | Alemanha       | 2016–17 – 2017–18                    | 0                    | 23            | 23       | 0     | 0        | 0      | 2                   | 0         | 47     | [ 24 ] |
| Mitch Evans*            | Nova Zelândia  | 2016–17 – 2020–21                    | 0                    | 50            | 50       | 2     | 2        | 7      | 2                   | 2         | 279    | [ 25 ] |
| António Félix da Costa~ | Portugal       | 2014–15 – 2019–20                    | 1 (2019–20)          | 68            | 68       | 4     | 5        | 12     | 3                   | 26        | 382    | [ 26 ] |
| Luca Filippi            | Itália         | 2017–18                              | 0                    | 11            | 11       | 0     | 0        | 0      | 0                   | 3         | 1      | [ 27 ] |
| Alex Fontana            | Suíça          | 2014–15                              | 0                    | 2             | 2        | 0     | 0        | 0      | 0                   | 0         | 0      | [ 28 ] |
| Robin Frijns*           | Países Baixos  | 2015–16 – 2016–17, 2018–19 – 2020–21 | 0                    | 48            | 47       | 1     | 2        | 8      | 0                   | 0         | 255    | [ 29 ] |
| Antonio García          | Espanha        | 2014–15                              | 0                    | 2             | 2        | 0     | 0        | 0      | 0                   | 0         | 0      | [ 30 ] |
| Pierre Gasly            | França         | 2016–17                              | 0                    | 2             | 2        | 0     | 0        | 0      | 0                   | 0         | 18     | [ 31 ] |
| Maximilian Günther*     | Alemanha       | 2018–19 – 2020–21                    | 0                    | 23            | 23       | 0     | 2        | 3      | 0                   | 2         | 89     | [ 32 ] |
| Esteban Gutiérrez       | México         | 2016–17                              | 0                    | 3             | 3        | 0     | 0        | 0      | 0                   | 0         | 5      | [ 33 ] |
| Brendon Hartley         | Nova Zelândia  | 2019–20                              | 0                    | 5             | 5        | 0     | 0        | 0      | 0                   | 0         | 2      | [ 34 ] |
| Nick Heidfeld           | Alemanha       | 2014–15 – 2017–18                    | 0                    | 44            | 44       | 0     | 0        | 8      | 1                   | 8         | 214    | [ 35 ] |
| Neel Jani               | Suíça          | 2017–18, 2019–20                     | 0                    | 13            | 13       | 0     | 0        | 0      | 0                   | 0         | 8      | [ 36 ] |
| Kamui Kobayashi         | Mônaco         | 2017–18                              | 0                    | 2             | 2        | 0     | 0        | 0      | 0                   | 2         | 0      | [ 39 ] |
| Katherine Legge         | Reino Unido    | 2014–15                              | 0                    | 2             | 2        | 0     | 0        | 0      | 0                   | 2         | 0      | [ 40 ] |
| Fabio Leimer            | Suíça          | 2014–15                              | 0                    | 2             | 2        | 0     | 0        | 0      | 0                   | 0         | 0      | [ 41 ] |
| Vitantonio Liuzzi       | Itália         | 2014–15 – 2015–16                    | 0                    | 7             | 5        | 0     | 0        | 0      | 0                   | 0         | 2      | [ 42 ] |
| José María López        | Argentina      | 2016–17 – 2018–19                    | 0                    | 33            | 33       | 0     | 0        | 2      | 1                   | 3         | 82     | [ 43 ] |
| André Lotterer*         | Alemanha       | 2017–18 – 2020–21                    | 0                    | 38            | 38       | 2     | 0        | 6      | 3                   | 6         | 231    | [ 44 ] |
| Alex Lynn*              | Reino Unido    | 2016–17 – 2019–20                    | 0                    | 29            | 29       | 1     | 0        | 0      | 0                   | 0         | 46     | [ 45 ] |
| Ma Qing Hua             | China          | 2015–16 – 2017–18, 2019–20           | 0                    | 14            | 14       | 0     | 0        | 0      | 0                   | 0         | 0      | [ 46 ] |
| Felipe Massa*           | Brasil         | 2018–19 – 2019–20                    | 0                    | 24            | 24       | 0     | 0        | 1      | 0                   | 4         | 39     | [ 47 ] |
| Franck Montagny         | França         | 2014–15                              | 0                    | 2             | 2        | 0     | 0        | 1      | 0                   | 0         | 18     | [ 48 ] |
| Edoardo Mortara*        | Suíça          | 2017–18 – 2019–20                    | 0                    | 35            | 34       | 0     | 1        | 3      | 0                   | 0         | 122    | [ 49 ] |
| Nico Müller*            | Suíça          | 2019–20 – 2019–20                    | 0                    | 13            | 12       | 0     | 0        | 0      | 1                   | 0         | 10     | [ 50 ] |
| Felipe Nasr             | Brasil         | 2018–19                              | 0                    | 3             | 3        | 0     | 0        | 0      | 0                   | 0         | 0      | [ 51 ] |
| Norman Nato*            | França         | 2020-2021                            | 0                    | 2             | 2        | 0     | 0        | 0      | 0                   | 0         | 0      | [ 52 ] |
| Gary Paffett            | Reino Unido    | 2018–19                              | 0                    | 13            | 13       | 0     | 0        | 0      | 0                   | 0         | 9      | [ 53 ] |
| Charles Pic             | França         | 2014–15                              | 0                    | 5             | 5        | 0     | 0        | 0      | 0                   | 1         | 16     | [ 54 ] |
| Nelson Piquet Jr.^      | Brasil         | 2014–15 – 2018–19                    | 1 (2014–15)          | 51            | 51       | 1     | 2        | 5      | 4                   | 8         | 237    | [ 55 ] |
| Nico Prost              | França         | 2014–15 – 2017–18                    | 0                    | 45            | 45       | 3     | 3        | 5      | 3                   | 0         | 304    | [ 56 ] |
| René Rast*              | Alemanha       | 2015–16, 2019–20 – 2020-2021         | 0                    | 9             | 9        | 0     | 0        | 1      | 0                   | 1         | 42     | [ 57 ] |
| Felix Rosenqvist        | Suécia         | 2016–17 – 2018–19                    | 0                    | 25            | 25       | 6     | 3        | 7      | 2                   | 3         | 223    | [ 58 ] |
| Oliver Rowland*         | Reino Unido    | 2015–16, 2018–19 – 2020–21           | 0                    | 27            | 27       | 4     | 1        | 3      | 1                   | 0         | 168    | [ 59 ] |
| Stéphane Sarrazin       | França         | 2014–15 – 2017–18                    | 0                    | 37            | 37       | 1     | 0        | 3      | 0                   | 4         | 128    | [ 60 ] |
| Takuma Sato             | Japão          | 2014–15                              | 0                    | 1             | 1        | 0     | 0        | 0      | 1                   | 0         | 3      | [ 61 ] |
| Bruno Senna             | Brasil         | 2014–15 – 2015–16                    | 0                    | 21            | 21       | 0     | 0        | 1      | 1                   | 4         | 90     | [ 62 ] |
| Sérgio Sette Câmara*    | Brasil         | 2019–20 – 2020-2021                  | 0                    | 8             | 8        | 0     | 0        | 0      | 0                   | 1         | 12     | [ 63 ] |
| Oriol Servià            | Espanha        | 2014–15                              | 0                    | 4             | 4        | 0     | 0        | 0      | 0                   | 0         | 16     | [ 64 ] |
| Alexander Sims*         | Reino Unido    | 2018–19 – 2020–21                    | 0                    | 26            | 26       | 3     | 1        | 2      | 1                   | 0         | 112    | [ 65 ] |
| Scott Speed             | Estados Unidos | 2014–15                              | 0                    | 4             | 4        | 0     | 0        | 1      | 0                   | 0         | 18     | [ 66 ] |
| Oliver Turvey*          | Reino Unido    | 2014–15 – 2020–21                    | 0                    | 61            | 60       | 1     | 0        | 1      | 0                   | 4         | 102    | [ 67 ] |
| Ho-Pin Tung             | China          | 2014–15                              | 0                    | 3             | 3        | 0     | 0        | 0      | 0                   | 0         | 0      | [ 68 ] |
| Jarno Trulli            | Itália         | 2014–15 – 2015–16                    | 0                    | 12            | 11       | 1     | 0        | 0      | 0                   | 0         | 15     | [ 69 ] |
| Stoffel Vandoorne*      | Bélgica        | 2018–19 – 2020–21                    | 0                    | 26            | 26       | 2     | 1        | 4      | 1                   | 26        | 126    | [ 70 ] |
| Jean-Éric Vergne~       | França         | 2014–15 – 2020–21                    | 2 (2017–18, 2018–19) | 69            | 69       | 11    | 9        | 23     | 4                   | 11        | 663    | [ 71 ] |
| Jacques Villeneuve      | Canadá         | 2015–16                              | 0                    | 3             | 2        | 0     | 0        | 0      | 0                   | 0         | 0      | [ 72 ] |
| Pascal Wehrlein*        | Alemanha       | 2018–19 – 2020–21                    | 0                    | 19            | 19       | 1     | 0        | 1      | 3                   | 3         | 83     | [ 73 ] |
| Justin Wilson           | Reino Unido    | 2014–15                              | 0                    | 1             | 1        | 0     | 0        | 0      | 0                   | 0         | 1      | [ 74 ] |
| Sakon Yamamoto          | Japão          | 2014–15                              | 0                    | 2             | 2        | 0     | 0        | 0      | 0                   | 1         | 0      | [ 75 ] |

## Por país
No total 20 países foram representados na Fórmula E desde 2014. O Reino Unido é o país com mais pilotos na história da categoria, com 12 pilotos, depois vem o França com 9. Na primeira corrida da competição na cidade chinesa de Pequim em 2014, onze países foram representados.
Pilotos que estão correndo atualmente estão destacados em verde.
| País           | Número de pilotos | Pilotos campeões                       | Campeonatos          | Número de pilotos atualmente | Pilotos atuais / Último piloto (Daria 2020)                                                     |
| -------------- | ----------------- | -------------------------------------- | -------------------- | ---------------------------- | ----------------------------------------------------------------------------------------------- |
| Alemanha       | 7                 | 0                                      | 0                    | 4                            | Maximilian Günther* André Lotterer* Pascal Wehrlein*                                            |
| Argentina      | 1                 | 0                                      | 0                    | 0                            | José María López (Nova Iorque 2019)                                                             |
| Bélgica        | 2                 | 0                                      | 0                    | 1                            | Stoffel Vandoorne*                                                                              |
| Brasil         | 6                 | 2 (Lucas di Grassi, Nelson Piquet Jr.) | 2 (2014–15, 2016–17) | 2                            | Lucas di Grassi* Sérgio Sette Câmara*                                                           |
| Canadá         | 1                 | 0                                      | 0                    | 0                            | Jacques Villeneuve (Punta del Este 2015)                                                        |
| China          | 2                 | 0                                      | 0                    | 0                            | Ma Qing Hua(Marrakesh 2020)                                                                     |
| Espanha        | 3                 | 0                                      | 0                    | 0                            | Jaime Alguersuari Antonio García (Moscou 2015)                                                  |
| Estados Unidos | 3                 | 0                                      | 0                    | 0                            | Scott Speed (Berlim 2015)                                                                       |
| França         | 10                | 1 (Jean-Éric Vergne [2x])              | 2 (2017–18, 2018–19) | 2                            | Jean-Éric Vergne* Norman Nato                                                                   |
| Índia          | 1                 | 0                                      | 0                    | 0                            | Karun Chandhok (Londres 2015)                                                                   |
| Itália         | 4                 | 0                                      | 0                    | 0                            | Luca Filippi (Nova Iorque 2018)                                                                 |
| Japão          | 2                 | 0                                      | 0                    | 0                            | Sakon Yamamoto (Londres 2015)                                                                   |
| México         | 2                 | 0                                      | 0                    | 0                            | Esteban Gutiérrez (Paris 2017)                                                                  |
| Mônaco         | 1                 | 0                                      | 0                    | 0                            | Kamui Kobayashi (Hong Kong 2017)                                                                |
| Nova Zelândia  | 3                 | 0                                      | 0                    | 2                            | Mitch Evans* Nick Cassidy*                                                                      |
| Países Baixos  | 2                 | 0                                      | 0                    | 2                            | Robin Frijns* Nyck de Vries*                                                                    |
| Portugal       | 1                 | 0                                      | 0                    | 1                            | António Félix da Costa*                                                                         |
| Reino Unido    | 13                | 0                                      | 0                    | 7                            | Sam Bird* Tom Blomqvist* Jake Dennis* Alex Lynn* Oliver Turvey* Oliver Rowland* Alexander Sims* |
| Suécia         | 1                 | 0                                      | 0                    | 0                            | Felix Rosenqvist (Ad Diriyah 2018)                                                              |
| Suíça          | 7                 | 1 (Sébastien Buemi)                    | 1 (2015–16)          | 4                            | Sébastien Buemi* Edoardo Mortara* Nico Müller*                                                  |